# Titisee
Titisee – jezioro morenowe w południowo-zachodnich Niemczech, w Badenii-Wirtembergii, położone na terenie południowego Schwarzwaldu, u wschodniego podnóża góry Feldberg.
Powierzchnia jeziora wynosi 1,3 km². Głębokość średnia wynosi 20 m, a maksymalna 40 m. Lustro wody znajduje się na wysokości 840 m n.p.m. Z jeziora wypływa rzeka Gutach, w dorzeczu Renu. Nad północnym brzegiem jeziora położona jest miejscowość uzdrowiskowa Titisee, administracyjnie część miasta Titisee-Neustadt.
W systemie gospodarki wodnej jest jednolitą częścią wód o międzynarodowym kodzie DEBW_5 i kodzie LAWA FRL057 Należy do regionu wodnego Hochrhein. W niemieckiej typologii wód powierzchniowych należy do jezior naturalnych typu 9. Jest wytypowane do monitoringu jakości wód jako jezioro reprezentatywne dla Schwarzwaldu. Jego stan ekologiczny na podstawie makrofitów i fitobentosu przyjmuje drugą klasę, podczas gdy na podstawie fitoplankton w zależności od roku badań klasę pierwszą lub drugą.